# Špela Goričan
Špela Goričan, slovenska geologinja, * 17. februar 1960, Ljubljana.

## Življenje in delo
Leta 1983 je na ljubljanski Fakulteti za naravoslovje in tehnologijo diplomirala iz geologije, doktorirala pa 1993 na univerzi v Luganu. Po diplomi se je zaposlila na Paleontološkem inštitut Ivana Rakovca pri Slovenske akademije znanosti in umetnosti v Ljubljani, kjer je postala leta 1995 znanstvena sodelavka in 1996 njegova predstojnica. V letih 1996 - 2001 je bila docentka na oddelku za geologijo Naravoslovnotehniške fakultete v Ljubljani. Z raziskavami mezozojskih radiolarijev Tetide iz različnih nahajalič v Sloveniji in Jugoslaviji je ugotavljala stratigrafijo in razmere v času sedementacije na tem območju. Sama ali v soavtorstvu s sodelavci je objavila več znanstvenih člankov. Njena trenutna bibliografija obsega preko 150 zapisov. 1. junija 2023 je bil izvoljena za izredno članico SAZU.

## Izbrana bibliografija
- Fosilni radiolariji - skupina, ki se vse bolj uveljavlja v paleontologiji (COBISS)
- Spodnjekredni karbonatni turbiditi pri Bohinju kot dokaz za obstoj izolirane karbonske platforme v Notranjih Dinaridih (COBISS)
- Rob spodnje jurske karbonatne platforme v Črni gori  (COBISS)